# Division 2 1982/83
Die Division 2 1982/83 war die 44. Austragung der zweithöchsten französischen Fußballliga. Es handelte sich seit 1970 um eine offene Meisterschaft mit Profis und Amateuren. Gespielt wurde vom 31. Juli 1982 bis zum 20. Mai 1983; von Mitte Dezember bis Ende Januar gab es eine sechswöchige Winterpause.
Zweitligameister wurde Stade Rennes.

## Vereine
Teilnahmeberechtigt waren die 26 Vereine, die nach der vorangegangenen Spielzeit weder in die erste Division auf- noch in die dritte Liga (National) abgestiegen waren; dazu kamen drei Erstligaabsteiger und sieben Aufsteiger aus der National. Diese 36 Teilnehmer spielten in zwei überwiegend nach regionalen Gesichtspunkten eingeteilten Gruppen (eine mit Mannschaften aus dem Norden und Westen sowie eine mit Teams aus dem Süden und Osten).
Somit spielten in dieser Saison folgende Mannschaften um die Meisterschaft der Division 2:
- Gruppe A: Absteiger US Valenciennes-Anzin, US Nœux-les-Mines, SC Abbeville, Le Havre AC, Aufsteiger Racing Paris, Aufsteiger ES Viry-Châtillon, Aufsteiger AS Corbeil-Essonnes, Stade Rennes, EA Guingamp, SCO Angers, LB Châteauroux, FC Limoges, AS Angoulême, AS Libourne, AS Béziers, Absteiger Montpellier La Paillade SC, Aufsteiger Olympique Alès, Olympique Nîmes
- Gruppe B: US Dunkerque, Stade Français 92 Paris, Aufsteiger AS Red Star Saint-Ouen, Stade Reims, FC Fontainebleau-Bagneaux, US Orléans, Aufsteiger CS Blénod-lès-Pont-à-Mousson, Racing Club Franc-Comtois Besançon, Aufsteiger Entente Montceau-les-Mines, FC Gueugnon, CS Cuiseaux-Louhans, FC AS Grenoble, CS Thonon, FC Martigues, Olympique Marseille, SC Toulon, AS Cannes, Absteiger OGC Nizza

Direkt aufstiegsberechtigt waren nur die jeweiligen Gruppenersten. Dazu kam eine Relegation zwischen dem am schlechtesten platzierten Erstligisten, der nicht direkt abstieg, und dem besten, nicht direkt aufstiegsberechtigten Zweitligisten.

## Saisonverlauf
Jede Mannschaft trug gegen jeden Gruppengegner ein Hin- und ein Rückspiel aus, einmal vor eigenem Publikum und einmal auswärts. Es galt die Zwei-Punkte-Regel; bei Punktgleichheit gab die Tordifferenz den Ausschlag für die Platzierung. In Frankreich wird bei der Angabe des Punktverhältnisses ausschließlich die Zahl der Pluspunkte genannt; hier geschieht dies in der in Deutschland zu Zeiten der 2-Punkte-Regel üblichen Notation.
Alle drei Vorjahresabsteiger spielten lange um den sofortigen Wiederaufstieg mit, aber nach 34 Spieltagen fand sich keiner von ihnen auf einem der Plätze, die dies ermöglichten. Von den diesmal sieben Mannschaften, die zwölf Monate zuvor noch drittklassig angetreten waren, überzeugte einzig Racing Paris als Gruppenvierter; dagegen stiegen drei andere Neulinge umgehend wieder ab, und lediglich der Rückzug der US Nœux-les-Mines verhinderte, dass noch ein vierter (Alès oder Montceau-les-Mines) den gleichen Weg gehen musste. Wie im Vorjahr Grenoble, stellte auch 1982/83 mit Libourne wieder ein Zweitdivisionär den Ligarekord an unentschiedenen Spielausgängen (18 von 34 Begegnungen) ein.
In den 612 Begegnungen wurden 1.503 Treffer erzielt; das entspricht einem Mittelwert von 2,46 Toren je Spiel. Erfolgreichste Torschützen waren in Gruppe A Włodzimierz Lubański von der US Valenciennes-Anzin mit 28 und in Gruppe B Christian Dalger (Sporting Toulon) mit 18 Treffern; die Liga-Torjägerkrone gewann somit Lubański. Zur folgenden Spielzeit kamen aus der Division 1 die Absteiger FC Tours, Olympique Lyon und FC Mulhouse hinzu; aus der dritthöchsten Liga stiegen sechs Mannschaften (FC Roubaix, CS Sedan, Stade Quimper, FC La Roche-sur-Yon, FC Villefranche und FC Sète) auf, so dass die Liga dann mit 37 Teilnehmern ausgetragen wurde.

## Abschlusstabellen

### Gruppe A
| Pl. | Verein                         | Sp. | S  | U  | N  | Tore    | Diff. | Punkte |
| --- | ------------------------------ | --- | -- | -- | -- | ------- | ----- | ------ |
| 1.  | Stade Rennes                   | 34  | 23 | 8  | 3  | 068:250 | +43   | 54:14  |
| 2.  | Olympique Nîmes                | 34  | 19 | 11 | 4  | 065:340 | +31   | 49:19  |
| 3.  | US Valenciennes-Anzin (A)      | 34  | 18 | 11 | 5  | 074:390 | +35   | 47:21  |
| 4.  | Racing Paris (N)               | 34  | 17 | 9  | 8  | 060:280 | +32   | 43:25  |
| 5.  | Le Havre AC                    | 34  | 15 | 8  | 11 | 054:390 | +15   | 38:30  |
| 6.  | AS Angoulême                   | 34  | 13 | 12 | 9  | 039:300 | +9    | 38:30  |
| 7.  | Montpellier La Paillade SC (A) | 34  | 14 | 9  | 11 | 043:340 | +9    | 37:31  |
| 8.  | EA Guingamp                    | 34  | 11 | 13 | 10 | 047:420 | +5    | 35:33  |
| 9.  | SC Abbeville                   | 34  | 15 | 5  | 14 | 035:390 | −4    | 35:33  |
| 10. | US Nœux-les-Mines              | 34  | 9  | 13 | 12 | 029:390 | −10   | 31:37  |
| 11. | AS Béziers                     | 34  | 9  | 11 | 14 | 033:430 | −10   | 29:39  |
| 12. | SCO Angers                     | 34  | 10 | 9  | 15 | 050:650 | −15   | 29:39  |
| 13. | LB Châteauroux                 | 34  | 9  | 11 | 14 | 038:550 | −17   | 29:39  |
| 14. | AS Libourne                    | 34  | 5  | 18 | 11 | 028:390 | −11   | 28:40  |
| 15. | FC Limoges                     | 34  | 10 | 8  | 16 | 030:510 | −21   | 28:40  |
| 16. | Olympique Alès (N)             | 34  | 8  | 10 | 16 | 034:440 | −10   | 26:42  |
| 17. | ES Viry-Châtillon (N)          | 34  | 5  | 9  | 20 | 021:580 | −37   | 19:49  |
| 18. | AS Corbeil-Essonnes (N)        | 34  | 3  | 8  | 23 | 025:690 | −44   | 14:54  |

Platzierungskriterien: 1. Punkte – 2. Tordifferenz – 3. geschossene Tore

| (A) | Absteiger aus der Division 1 1981/82 |
| (N) | Neuaufsteiger                        |

### Gruppe B
| Pl. | Verein                         | Sp. | S  | U  | N  | Tore    | Diff. | Punkte |
| --- | ------------------------------ | --- | -- | -- | -- | ------- | ----- | ------ |
| 1.  | SC Toulon                      | 34  | 21 | 10 | 3  | 068:170 | +51   | 52:16  |
| 2.  | Stade Reims                    | 34  | 24 | 4  | 6  | 070:330 | +37   | 52:16  |
| 3.  | OGC Nizza (A)                  | 34  | 18 | 12 | 4  | 055:260 | +29   | 48:20  |
| 4.  | Olympique Marseille            | 34  | 16 | 9  | 9  | 038:240 | +14   | 41:27  |
| 5.  | US Dunkerque                   | 34  | 15 | 10 | 9  | 049:390 | +10   | 40:28  |
| 6.  | FC Martigues                   | 34  | 17 | 5  | 12 | 053:440 | +9    | 39:29  |
| 7.  | AS Cannes                      | 34  | 13 | 12 | 9  | 043:370 | +6    | 38:30  |
| 8.  | US Orléans                     | 34  | 10 | 14 | 10 | 032:350 | −3    | 34:34  |
| 9.  | FC AS Grenoble                 | 34  | 11 | 12 | 11 | 042:460 | −4    | 34:34  |
| 10. | AS Red Star (N)                | 34  | 11 | 11 | 12 | 038:480 | −10   | 33:35  |
| 11. | Racing FC Besançon             | 34  | 11 | 10 | 13 | 039:440 | −5    | 32:36  |
| 12. | FC Gueugnon                    | 34  | 8  | 15 | 11 | 035:350 | ±0    | 31:37  |
| 13. | CS Thonon                      | 34  | 8  | 12 | 14 | 035:450 | −10   | 28:40  |
| 14. | CS Cuiseaux-Louhans            | 34  | 8  | 10 | 16 | 031:470 | −16   | 26:42  |
| 15. | Stade Français 92 Paris        | 34  | 8  | 9  | 17 | 032:500 | −18   | 25:43  |
| 16. | Entente Montceau-les-Mines (N) | 34  | 5  | 12 | 17 | 031:550 | −24   | 22:46  |
| 17. | FC Fontainebleau-Bagneaux      | 34  | 4  | 13 | 17 | 021:550 | −34   | 21:47  |
| 18. | CS Blénod (N)                  | 34  | 4  | 8  | 22 | 018:500 | −32   | 16:52  |

Platzierungskriterien: 1. Punkte – 2. Tordifferenz – 3. geschossene Tore

| (A) | Absteiger aus der Division 1 1981/82 |
| (N) | Neuaufsteiger                        |

## Ermittlung des Meisters
Die beiden Gruppensieger trafen in Hin- und Rückspiel aufeinander, um den diesjährigen Meister der Division 2 zu ermitteln. Dabei setzte Rennes sich mit einem 1:0-Sieg und einem 2:2-Unentschieden gegen Toulon durch und gewann so die diesjährige Zweitligameisterschaft.
| Gruppe B  | Gesamt | Gruppe A     | Hinspiel | Rückspiel |
| --------- | ------ | ------------ | -------- | --------- |
| SC Toulon | 2:3    | Stade Rennes | 0:1      | 2:2       |

## Relegation
Nach dem gleichen Modus kämpften die beiden Gruppenzweiten darum, wer von ihnen gegen den Erstliga-18. FC Tours um einen weiteren Aufstiegsplatz in die höchste Spielklasse spielen durfte. Hierbei gewannen Nîmes (mit 3:1) und Reims (1:0) jeweils ihr Heimspiel, so dass die Tordifferenz den Ausschlag zugunsten der Südfranzosen gab. Anschließend besiegte Olympique Nîmes in der Addition zweier Spiele auch Tours (3:1 und 1:1) und stieg somit als dritter Zweitdivisionär in die Division 1 auf.
| Gruppe A        | Gesamt | Gruppe B    | Hinspiel | Rückspiel |
| --------------- | ------ | ----------- | -------- | --------- |
| Olympique Nîmes | 3:2    | Stade Reims | 3:1      | 0:1       |

| Division 1 | Gesamt | Division 2      | Hinspiel | Rückspiel |
| ---------- | ------ | --------------- | -------- | --------- |
| FC Tours   | 2:4    | Olympique Nîmes | 1:1      | 1:3       |